# Lovin' You
Lovin' You is een lied van de Amerikaanse zangeres Minnie Riperton (1947-1979); het werd op 18 januari 1975 uitgebracht als vierde single van haar tweede soloalbum Perfect Angel (1974) met als B-kant The Edge of a Dream. Het lied is mede geschreven door Ripertons echtgenoot Richard Rudolph die het ook samen produceerde met Stevie Wonder. Lovin' You werd op 5 april 1975 een #1-hit in de Billboard Hot 100 en kwam tot #3 in de r&b-chart; in de eindlijst van 1975 haalde het de dertiende plaats. In de Engelse hitlijst kwam het lied tot #2. In Nederland werd de zesde plaats gehaald in bereikte het een #82-notering in het jaaroverzicht van 1975.

## Achtergrond
Het lied werd in 1971-72 gecomponeerd; de periode waarin Riperton en Rudolph van Chicago naar Florida verhuisden en dochter Maya werd geboren. Twee jaar later tekende Riperton een contract bij Epic waarop het echtpaar naar Los Angeles verhuisde om het album Perfect Angel op te nemen. Op verzoek van Riperton werd het album geproduceerd door Stevie Wonder die een groot fan was van haar werk. Echter, omdat Wonder onder contract stond van Motown nam hij het pseudoniem "El Toro Negro" aan, Spaans voor "Zwarte Stier" en tevens een verwijzing naar zijn sterrenbeeld. Wonder produceerde het album samen met Rudolph en speciaal voor dit project werd Scorbu Productions opgericht.

### Compositie
Volgens de hoestekst van Ripertons verzamelalbum Petals was de melodie van Lovin' You bedoeld als afleiding voor haar pasgeboren dochter Maya zodat Riperton en haar echtgenoot Richard Rudolph even wat tijd voor zichzelf hadden. De tweejarige Maya was in de studio op de dag van de opname, en aan het eind van het lied wordt haar naam herhaaldelijk genoemd. Echter, in de radioversie werden de "Maya"'s weggelaten om verwarring met religieuze chants te voorkomen.

### Instrumentatie
Op de originele singleversie wordt Riperton slechts begeleid door Rudolph op akoestische gitaar en Wonder op elektrische piano. Vanwege het toenemende succes verscheen er een alternatieve versie met toegevoegde strijkersklanken (afkomstig uit een synthesizer), waarschijnlijk om het meer diepgang te geven. In 2017, het jaar waarin Riperton 70 zou zijn geworden, verscheen deze versie (met toegevoegd aftellen van Rudolph) op de luxe heruitgave van Perfect Angel. Ook is er een opname op te vinden met de begeleidingsband van Wonder. Een tweede Tijdens de brug zingt Riperton in het zogenoemde fluitregister; de tjilpende vogels die gedurende het lied te horen zijn waren per ongeluk opgenomen voor de demo en uiteindelijk besloot men dit te gebruiken voor de definitieve versie.

### Release
Tijdens de tournee ter promotie van Perfect Angel bleek Lovin' You aan te slaan bij het publiek, waarop Riperton en Rudolph besloten om het op single uit te brengen. Epic zag dat aanvankelijk niet zitten omdat het Riperton als r&b-zangeres wilde lanceren; Riperton en Rudolph verwierpen het r&b-stempel en in januari 1975 verscheen de single die de grootste hit van Riperton zou worden.

## Covers en samples

#### Jazz
- De Amerikaanse trompettist Miles Davis baseerde zijn compositie Minnie op Lovin' You; het werd 5 mei 1975 opgenomen (in zeven takes) en in  2007 postuum uitgebracht op het album The Complete On The Corner Sessions.
- De Amerikaanse multi-instrumentalist Rahsaan Roland Kirk nam het op voor zijn album The Return of the 5000 Lb. Man uit 1976.

#### Reggae
- De Britse zangeres Janet Kay scoorde in 1977 in eigen land een #1-hit in de reggaechart. Producer Alton Ellis (ook wel de Marvin Gaye van de reggae genoemd), nam zelf een cover op met begeleiding van The Heptones voor het album Mr. Skabeana dat in 1980 uitkwam. Verschillen met het origineel, en met veel andere uitvoeringen, waren het gebruik van drums/percussie en het vermijden van de hoge noten.

#### Dance
- Het Britse duo The Orb bracht in november 1989 de single A Huge Ever Growing Pulsating Brain That Rules from the Centre of the Ultraworld uit; deze twintig minuten durende live-opname was opgebouwd rond samples van Lovin' You en had dan ook als ondertitel Loving You. Een week na de release moesten deze samples worden verwijderd omdat The Orb geen toestemming had gevraagd. De single kwam opnieuw uit met medewerking van een zangeres die Ripertons stemgeluid wist te benaderen en verkreeg grotere bekendheid nadat The Orb het had gespeeld in een radiosessie van dj John Peel; hier waren wel samples te horen van Riperton en in 1990 werd het in Peels eindejaarslijst vermeld als Loving You (Session).

#### Pop/r&b/hiphop
- Massivo (featuring Tracy) scoorde in mei 1990 een Engelse top 30-hit (#25) met Lovin' You.
- De Amerikaanse zangeres Shanice nam in 1991 een cover op voor haar tweede album Inner Child; het werd geproduceerd door Narada Michael Walden en 11 augustus 1992 door Motown uitgebracht als vierde single van het album. Het haalde de 59e plaats in de Amerikaanse r&b-chart en de 54e plaats in de Britse hitlijst. In 2006 nam Shanice een nieuwe versie op voor haar album Every Woman Dreams.
- Olivia Newton-John op haar album Indigo: Women of Song uit 2004.
- De Haitiaanse zangeres Yanick Étienne nam het op als Mwen Renmen-W (Lovin' You) voor haar album Love Songs for You uit 2005.
- De Amerikaanse zangeres Ariana Grande coverde het lied (inclusief de hoge noten) in een video die ze 22 februari 2019 op Instagram postte. Een maand later was het 8.6 miljoen keer bekeken.
- De Amerikaanse rapster/zangeres T'Melle bracht in maart 2019 een cover uit onder de titel Loving You; ze liet zich inspireren door zowel de Philly-soul uit de jaren 70 als door de hedendaagse Atlanta hiphop.

#### Rock
- De Japanse band Electric Eel Shock nam het op voor hun album Transworld Ultra Rock uit 2007.
- De Britse indie-band Her's coverde het lied in 2017.

## Gebruik in de media
- In The Nutty Professor uit 1996 wordt het gezongen door Buddy Love (gespeeld door Eddie Murphy), alter ego van Sherman Klump.
- In Vegas Vacation uit 1997 wordt het gezongen als duet tussen Wayne Newton en Ellen Griswold (gespeeld door Beverly D'Angelo).
- In aflevering 4, seizoen 1 van South Park, uitgezonden op 3 september 1997, poogt Richard Stamos het te zingen, maar haalt hij de hoge noten op het einde niet.
- In Bridget Jones: The Edge of Reason uit 2004, en op de soundtrack.
- In de Disney-film The Wild uit 2006 is het te horen op het moment dat Benny de eekhoorn verliefd wordt op Bridget de giraf.
- In een scene uit Disturbia uit 2007, en op de soundtrack.
- In de Simpsons-aflevering MyPods and Boomsticks uit 2008.
- In de DreamWorks-animatiefilm Megamind uit 2010, en op de soundtrack.
- In een reclamespot van de Nederlandse supermarktketen Jumbo uit 2021; de hoge noten zijn hier weggelaten.

## NPO Radio 2 Top 2000
| Nummer met noteringen in de NPO Radio 2 Top 2000 | '99 | '00  | '01  | '02  | '03  | '04  | '05  | '06  | '07  | '08  |
| ------------------------------------------------ | --- | ---- | ---- | ---- | ---- | ---- | ---- | ---- | ---- | ---- |
| Lovin' You                                       | 940 | 1071 | 1160 | 1545 | 1193 | 1387 | 1848 | 1782 | 1847 | 1622 |

1. ↑  Een vetgedrukt getal geeft de hoogste notering aan.
2. ↑  Deze tabel is bijgewerkt tot en met de laatste editie (2024).